# Greta Minde
Greta Minde (niem. tytuł: Grete Minde) – nowela miłosna niemieckiego pisarza Theodora Fontanego z 1879 roku.
Akcja powieści usytuowana jest w XVI-wiecznej Marchii Brandenburskiej. Wątek miłosny rozgrywa się na tle społeczno-religijnych przemian po wprowadzeniu protestantyzmu.